# 桃園市大溪區僑愛國民小學
桃園市大溪區僑愛國民小學(Qiao ai Elementary School)為桃園市大溪區的一所小學。

## 歷史
該校於民國 46 年（1957）9 月開始籌設，係配合「僑愛新村」的成立所設立的一所
眷村小學，學生均軍人子弟。成立迄今，歷經邵清利、曾莘野、郭興桂、陳雲龍、洪源
銘等 5 位校長，領導全體師生胼手胝足，辛勤耕耘，始奠定良好之發展基礎。現任校長
張志偉於民國 109 年（2019）8 月 1 日接掌該校，自任職以來，改革創新，在原有之規模
上更創新猷。

## 歷任校長
| 任次     | 姓名   | 就任日期                         |
| -------- | ------ | -------------------------------- |
| 第一任   | 邵清利 | 民國 48 年 08 月                 |
| 第二任   | 曾莘野 | 民國 62 年 07 月                 |
| 第三任   | 郭興桂 | 民國 67 年 09 月                 |
| 第四任   | 陳雲龍 | 民國 78 年 08 月                 |
| 第五任   | 洪源銘 | 民國 85 年 02 月                 |
| 第六任   | 廖運宏 | 民國 87 年 08 月                 |
| 第七任   | 鄧冠宏 | 民國 91 年 08 月                 |
| 第八任   | 吳文益 | 民國 95 年 08 月                 |
| 第九任   | 柳慶茂 | 民國 99 年 08 月                 |
| 代理校長 | 陳建灯 | 民國 104 年 2 月 (18 期候用校長) |
| 第十任   | 高理忠 | 民國 104 年 8 月                 |
| 第十一任 | 張志瑋 | 民國 108 年 8 月 ~ 至今          |

## 地址
該校位於桃大公路(介壽路)旁，到桃園或者大溪都很近，交通可謂十分便利。創校
初期僅有「僑愛新村」一個學區，該村房舍係旅居海外熱愛祖國之華僑集資興建，政府
為感念其愛國精神，眷村與學校皆名為「僑愛」。近年來，由於政府重視國中小學發展，
該校各項建設正逐項展開，學校的環境、學生的學習資源，都獲得顯著改善。

## 狀態
該校校地 2 公頃，現有普通班 48 班、特教班 2 班、資源班 2 班、在家教育班 1 班，
學生人數 1.600 餘人。

## 校友
- 任季男：中華民國陸軍中將，前陸軍六軍團指揮官、陸軍馬防部指揮官、陸軍金防部參謀長。
- 陳燕萍：僑愛國小傑出校友，代表台灣參加過世界大大小小的足球比賽，並在2022年參加印度亞洲盃，挑戰帶領台灣重返女足世界杯。

## 外部連結
- 桃園市大溪區僑愛國民小學 （页面存档备份，存于）